# Pontoise
|  | Per a altres significats, vegeu «Pontoise-lès-Noyon». |

Pontoise és un municipi francès al departament de la Val-d'Oise (regió de l'Illa de França). L'any 1999 tenia 27.494 habitants.
Forma part del cantó de Pontoise, del districte de Pontoise i de la Comunitat d'aglomeració de Cergy-Pontoise.

## Història
El 1435 el duc Felip III de Borgonya deixà l'aliança amb els anglesos i s'alià al costat de Carles VII de França, cosí seu pel tractat d'Arras, i reorganitza el regne. Amb aquesta ajuda va aconseguir fer fora els anglesos de la ciutat de París, quedant en les seves mans Montreau, que fou presa en 1437, i Pontoise, que caigué en 1441.

## Personatges il·lustres
- Jacques Vallée, ufòleg.
- Charles-Henri Plantade (1764-1839), compositor musical.